# 시톄잉역
시톄잉역(중국어: 西铁营站)은 중국 베이징시 펑타이구 위안먼 가도 량수이강 남측의 위린 남로·징카이 동로 교차로 동측에 위치한 베이징 지하철 14호선의 지하철역이다. 14호선은 리쩌 상무구역 구간 공사가 지연되어 동쪽과 서쪽 구간으로 나누어져 이 역을 일시적으로 이용할 수 없었고, 2021년 12월 31일에 개통되었다. 계획 건설 단계에서는 "위린시루역"(중국어: 玉林西路站)으로 불렸다.

## 역 구조

### 층별 구조
| 지면층             | 출입구                          | C-D출입구                             |
| 지하 1층 대합실 층 | 대합실                          | 보안 검색대, 자동 발매기, 출입 게이트 |
| 지하 2층 승강장    | ←                               | ■ 14호선 장궈좡 방면 (차이후잉)       |
| 지하 2층 승강장    | 섬식 승강장, 왼쪽 출입문이 열림 |                                       |
| 지하 2층 승강장    | →                               | ■ 14호선 산거좡 방면 (징펑먼)         |

### 대합실

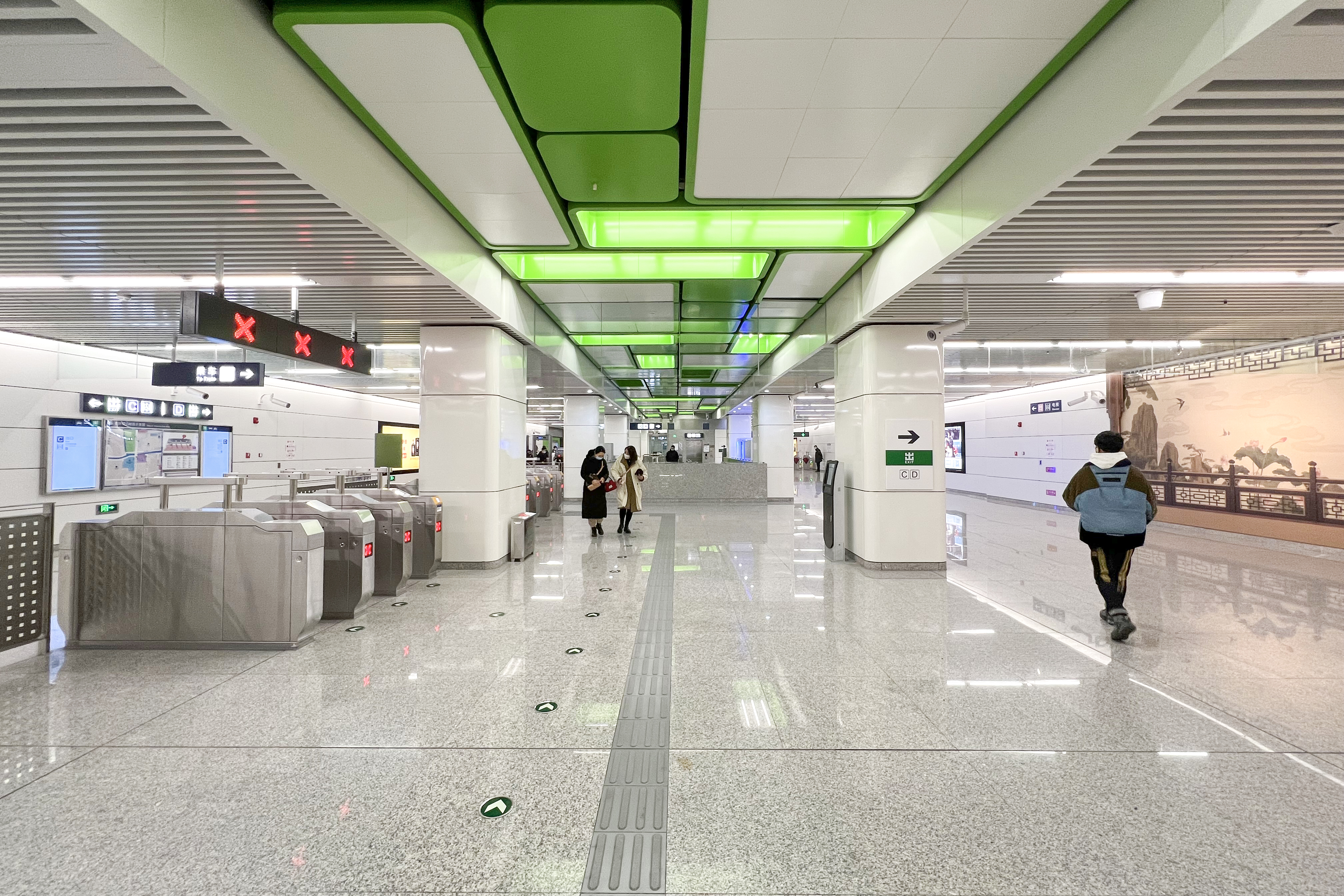
대합실

대합실 바닥에는 중앙미술학원 조소과 대학원생이 고전 가구, 분재 및 기타 중국 전통 문화 요소를 사용하여 디자인한 벽화 "시잉아취《西营雅趣》"가 장식되어 있다. 고대 수도의 문인들의 평화롭고 우아한 삶을 재현한다.

## 출입구
이 역 동쪽과 서쪽에 출입구 C와 D가 위치한다. C출입구에는 직선형 엘리베이터가 설치되어 있고, D출입구에는 시톄잉완다 광장(西铁营万达广场)으로 이어지는 통로가 있다.
|                         |                         | |      |             |
| 출구                    | 지시                    | 출구 인근 | 사진 | 무장애 시설 |
| 出口 · C                | 시톄잉 중로(西铁营中路) | 베이징 시톄잉완다 광장(北京西铁营万达广场) |      |             |
| 出口 · D                | 징카이 동로(京开东路)   | 베이징 시톄잉완다 광장(北京西铁营万达广场), 수도의과대학(首都医科大学)、위안병원(佑安医院), 베이징 장애인 연맹(北京市残疾人联合会), 쿤룬 중심(昆仑中心) |      | 빈칸        |
| 아이콘 설명: 엘리베이터 |                         | |      |             |